# Contributions de l'Institut Botanique de l'Université de Montréal
Contributions de l'Institut Botanique de l'Université de Montréal (abreviado Contr. Inst. Bot. Univ. Montréal) es una revista científica con descripciones e ilustraciones botánicas que es editada en Canadá por la Universidad de Montreal desde el año 1938.